# Södra Linkaren
Södra Linkaren är en sjö i Vimmerby kommun i Småland och ingår i Motala ströms huvudavrinningsområde. Sjön har en area på 0,0723 kvadratkilometer och ligger 127 meter över havet.

## Delavrinningsområde
Södra Linkaren ingår i det delavrinningsområde (641000-149174) som SMHI kallar för Inloppet i Ören. Medelhöjden är 175 meter över havet och ytan är 45,76 kvadratkilometer. Räknas de 2 avrinningsområdena uppströms in blir den ackumulerade arean 80,36 kvadratkilometer. Vervelån som avvattnar avrinningsområdet har biflödesordning 3, vilket innebär att vattnet flödar genom totalt 3 vattendrag innan det når havet efter 184 kilometer. Avrinningsområdet består mestadels av skog (84 %). Avrinningsområdet har 0,61 kvadratkilometer vattenytor vilket ger det en sjöprocent på 1,3 %. Bebyggelsen i området täcker en yta av 1,8 kvadratkilometer eller 4 % av avrinningsområdet.